# 萨利比亚
萨利比亚（英語：或）是加勒比海島國多米尼克聖戴維區的一个村庄，位于該島东海岸，帕瓜湾以南，卡斯尔布鲁斯以北。為加勒比地区唯一原住民保留地加勒比人领地的主要商业和行政中心。
由罗斯大学医学院学生领导的非营利组织萨利比亚使命计划，在周边地區为当地居民提供免费医疗服务。